# Werner Schmitz (Literaturwissenschaftler)

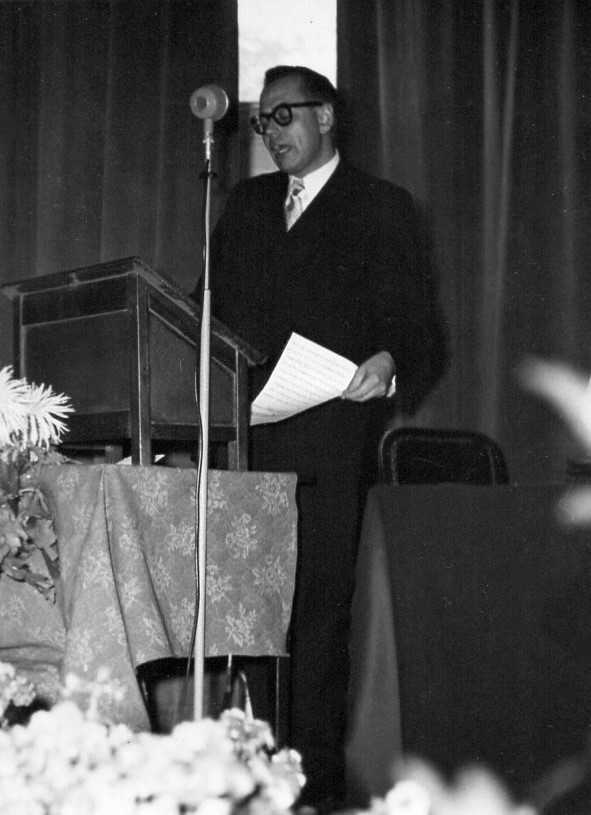
Werner Schmitz beim Kongress des International Committee for Sexual Equality (ICSE) in Amsterdam, 1953

Werner Schmitz (* 10. März 1919 in Saarlouis; † 15. März 1981 in Aachen) war ein deutscher Literaturwissenschaftler, der sich als Autor der deutschsprachigen Homophilenbewegung des Pseudonyms „Larion Gyburc-Hall“ bediente.

## Leben und Wirken
Werner Schmitz kam am 10. März 1919 als Sohn des Johannes Schmitz und dessen Frau Katharina, geb. Klein, in Saarlouis zur Welt. Nachdem er die Reifeprüfung abgelegt hatte, begann Schmitz Anfang 1940 ein philologisches Studium an der Universität zu Köln, das er jedoch durch die Einberufung zum Militärdienst 1944 nicht abschließen konnte. Erst nach dem Zweiten Weltkrieg gelang es ihm, das Studium wieder aufzunehmen und durch eine Promotion zum Abschluss zu bringen. Schmitz’ Dissertation vom 31. Juli 1948 trug den Titel Studien zum Stil Eduard Stuckens. Ein Beitrag zur Analyse neuromantischer Stil-Elemente. Werner Schmitz stand in brieflichem Kontakt mit Thomas Mann, dessen Tochter Erika Mann, Klara May (1864–1944), der zweiten Ehefrau des Schriftstellers Karl May, und anderen. Bereits 1942 nahm er eine Saxolith-Platte mit einer Eloge auf Karl May auf, sodass heute sogar seine Stimme dokumentiert ist.
Werner Schmitz schrieb ab etwa 1952 für die deutsche Homophilenpresse und veröffentlichte in Zeitschriften wie Die Freunde, freond, Vox, Der Weg, Hellas, Humanitas und Der Ring. Ab dem Folgejahr schrieb er auch für die Schweizer Homosexuellenzeitschrift Der Kreis. In der Regel bediente er sich dabei des Pseudonyms „Larion Gyburc-Hall“.
Bei Schmitz’ exzentrisch anmutendem Pseudonym handelt es sich um kein Anagramm. Vielmehr spiegelt der Name die literarischen und literaturhistorischen Interessen des Autors wider. Er spielt auf den christlichen Glauben, das Leiden an der Sexualität, den Humanismus und die Toleranz an. Der Vorname Larion ist griechisch-lateinischen Ursprungs und bedeutet so viel wie „Der Fröhliche“. Entscheidender dürfte aber sein, dass Eduard Stucken, über den Schmitz promoviert hatte, 1926 einen Roman mit dem Titel Larion vorlegte, in dem es um die fanatische Selbstverstümmelungssekte der Skopzen im Russland des 18. Jahrhunderts ging, die völlige sexuelle Enthaltsamkeit propagierte. Bei den Skopzen war jegliche Form des Geschlechtsverkehrs verboten, rituelle Verstümmelungen der äußeren Genitalien hingegen Vorschrift. Gyburc ist die zentrale weibliche Figur in Wolfram von Eschenbachs fragmentarischem Versepos Willehalm aus dem 13. Jahrhundert. Gyburc hieß ursprünglich Arabel, verliebte sich in den Ritter Willehalm, konvertierte zum christlichen Glauben und floh mit ihrem neuen Lebensgefährten aus „Arabi“ in das heutige Südfrankreich. Als ihr früherer Ehemann Tybalt gegen Willehalm in den Krieg zieht, verteidigt Gyburc ihren neuen Glauben und ihre Liebe zu Willehalm und hält unter anderem eine berühmt gewordene „Toleranzrede“. In ihr wendet sie sich gegen die zur Zeit der Kreuzzüge weit verbreitete Auffassung, in einem „gerechten“ oder „gottgewollten“ Krieg könne man Heiden bedenkenlos töten. Der Zusatz „Hall“ im Pseudonym Schmitz’ ist möglicherweise im Sinne von „Widerhall/Echo“ zu verstehen.
In der frühen Nachkriegszeit arbeitete Werner Schmitz als Dozent für Literaturwissenschaft und Kulturgeschichte an der „Ersten deutschen Journalistenschule“ unter der Leitung von Leo Hilberath in Aachen. Anfang der 1970er Jahre war er dann in der damaligen wissenschaftlichen Stadtbibliothek in Aachen beschäftigt. 1978 trat er frühzeitig in Rente, vermutlich aus gesundheitlichen Gründen. Um diese Zeit wohnte er noch immer mit seiner Lebensgefährtin und mütterlichen Freundin Agnes Sieben (1896–1987), die 23 Jahre älter als er selbst war, zusammen. Die beiden kannten sich seit 1947. Werner Schmitz starb am 15. März 1981 in Aachen.

## Engagement in der deutschsprachigen Homophilenbewegung
Als Autor der deutschsprachigen Homophilenbewegung fühlte sich Werner Schmitz vor allem dem Werk von Schriftstellern wie Stefan George, André Gide und Thomas Mann verbunden. Er gab sich in seinen Besprechungen und Artikeln zu Anfang und Mitte der 1950er Jahre als gläubiger Christ zu erkennen, der gleichwohl mit der Kirche haderte. Parteipolitisch sympathisierte er mit der SPD und warnte vor der CDU, der seiner Auffassung nach „hauptverantwortlichen Partei“ für die Beibehaltung des § 175 StGB in der Bundesrepublik Deutschland, der gleichgeschlechtliche Kontakte unter Männern mit Strafe belegte. 1953 hielt Schmitz auch einen Vortrag auf dem dritten Internationalen Kongress für sexuelle Gleichberechtigung, der vom International Committee for Sexual Equality (ICSE) in Amsterdam ausgerichtet wurde.
Ende 1955 wurde ein Aufsatz Schmitz’ Anlass dafür, dass der Hamburger Verleger Gerhard Prescha (1909–1996) wegen „Verbreitung jugendgefährdenden Schrifttums“ vom Hamburger Amtsgericht zu einer Geldstrafe verurteilt wurde. In einem Artikel für Preschas Zeitschrift Der Ring hatte „Larion Gyburc-Hall“ alias Werner Schmitz kurz zuvor geschrieben, „unsere Liebe, die ihren Namen nicht zu nennen wagt“, sei von Gott wie jede andere Liebe auch. Deshalb sei sie „uns“ auch „so heilig […] wie den anderen die Aufflut ihrer Herzen“. In der Urteilsbegründung des Hamburger Amtsgerichts gegen Prescha hieß es dann, es sei „offensichtlich, daß mit solchen Artikeln nicht nur zur Homosexualität ermuntert werden soll, sondern daß diese Triebrichtung auch ganz offen verherrlicht wird.“ Als Schmitz von der Verurteilung Preschas erfuhr, beschloss er, sich „aus dem Kampf um unser Recht, aus dem Kampf gegen den § 175“ zurückzuziehen.
Offenbar erst 1960 begann „Larion Gyburc-Hall“ wieder, für den Schweizer Kreis zu schreiben. Er gewann mehrere von der Zeitschrift ausgeschriebene Wettbewerbe für Kurzgeschichten. Doch so eng und intensiv wie vor 1956 wurde seine Mitarbeit an der Zeitschrift nie wieder.